# Disphragis edwardsi
Disphragis edwardsi är en fjärilsart som beskrevs av Druce 1887. Disphragis edwardsi ingår i släktet Disphragis och familjen tandspinnare. Inga underarter finns listade i Catalogue of Life.